# الشخاخيط (بركاء)
الشخاخيط منطقة سكنية تقع في ولاية بركاء، التابعة لمحافظة جنوب الباطنة في سلطنة عمان. وتمتد من وادي المنومة شرقا وإلى وادي المتين غربا، يقدر عدد سكانها بـ 2028 نسمة حسب إحصاء عام 2010 التابع للمركز الوطني للإحصاء والمعلومات الحكومي. رمز المنطقة هو 70520150.،، ،

## الوصلات الخارجية
- المركز الوطني للإحصاء والمعلومات، سلطنة عمان